# 슛!
《슛!》(일본어: シュート!)는 오오시마 츠카사의 일본의 만화이며, 1990년 36호부터 2003년 24호까지 코단샤 발행의 소년 만화잡지 「주간 소년 매거진」에서 약 13년간 연재되었다. 1994년에는 제18회 코단샤 만화상 소년 부문을 수상. 2019년 2월 현재 총 4부작의 누계 발행 부수는 5천만 부를 돌파하고 있다.